# Valley Girls
Valley Girls (voorheen Lily) is de 24e aflevering van het tweede seizoen van de Amerikaanse serie Gossip Girl, die voor het eerst is uitgezonden op 11 mei 2009. De aflevering is geschreven door Josh Schwartz en Stephanie Savage. De aflevering was direct een pilotaflevering voor een aparte serie, maar deze is nooit van de grond gekomen.

## Rolverdeling
- Brittany Snow als Lily Rhodes
- Krysten Ritter als Carol Rhodes
- Shiloh Fernandez als Owen
- Andrew McCarthy als Rick Rhodes
- Ryan Hansen als Shep
- Cynthia Watros als CeCe Rhodes
- Matt Barr als Keith van der Woodsen